# Svartbandad honungsfågel
Svartbandad honungsfågel(Cissomela pectoralis) är en fågel i familjen honungsfåglar inom ordningen tättingar.

## Utseende
Svartbandad honungsfågel är en svartvit honungsfågel med svart ovansida, vit undersida, prydliga vita kinder och ett svart bröstband. Utanför häckningsträkt är ryggen brunaktig. Ungfågeln är gula kinder och är ljusare brun ovan.

## Utbredning och systematik
Fågeln placeras som enda art i släktet Cissomela och förekommer i norra Australien (Broome, Western Australia till Kap Yorkhalvön). Den behandlas som monotypisk, det vill säga att den inte delas in i några underarter.

## Status
Arten har ett stort utbredningsområde och beståndet anses stabilt. Internationella naturvårdsunionen IUCN listar den därför som livskraftig (LC).